# 法利孔
法利孔（法語：Falicon，法語發音：[falikɔ̃]）是法国滨海阿尔卑斯省的一个市镇，位于该省南部，尼斯市区以北，属于尼斯区。

## 地理
法利孔（43°44'56"N, 7°16'47"E）面积5.17 平方千米，位于法国普罗旺斯-阿尔卑斯-蓝色海岸大区滨海阿尔卑斯省，该省份为法国东南部沿海省份，南濒地中海，西南至瓦尔省，西北接上普罗旺斯阿尔卑斯省，北部和东部与意大利接壤。
与法利孔接壤的市镇（或旧市镇、城区）包括：阿斯普勒蒙、尼斯、圣安德烈德拉罗什、图雷特勒旺斯。

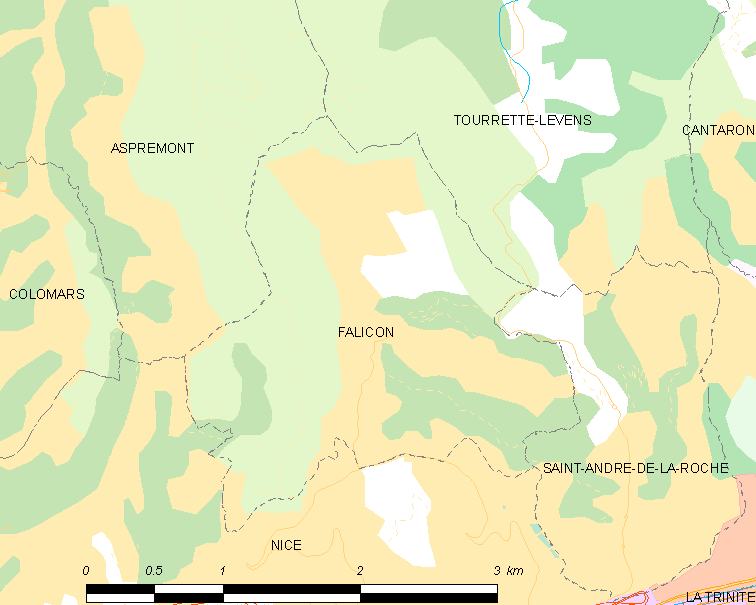
法利孔的OSM定位图

法利孔的时区为UTC+01:00、UTC+02:00（夏令时）。

## 行政
法利孔的邮政编码为06950，INSEE市镇编码为06060。

## 政治
法利孔所属的省级选区为图雷特勒旺斯县。

## 人口

1962-2008年间法利孔人口变化图示

法利孔于2022年1月1日时的人口数量为2170人。